# Tony Genato
Antonio Genato, detto Tony (Manila, 9 giugno 1929 – Quezon City, 22 novembre 2023), è stato un cestista e allenatore di pallacanestro filippino.

## Carriera
Con le Filippine disputò i Campionati del mondo del 1954, i Giochi olimpici di Helsinki 1952 e quelli di Melbourne 1956.